# Pusiola poliosia
Pusiola poliosia là một loài bướm đêm thuộc phân họ Arctiinae, họ Erebidae.